# Templo de Juno Lucina
Templo de Juno Lucina (em latim: Aedes Iunonis Lucinae) era um templo da Roma Antiga dedicado à deusa Juno Lucina, protetora das parturientes, e localizado no monte Esquilino. Nele se celebrava a Matronália no dia 1 de março, dia de sua inauguração.

## História
Antes da construção do templo no Esquilino, o culto de Juno Lucina já era realizado num bosque sagrado (em latim: lucus, provavelmente a origem do epíteto "Lucina"). Varrão atribui a introdução deste culto em Roma a Tito Tácio, rei dos sabinos. O templo em si foi dedicado em 1 de março de 375 a.C..
Os historiadores romanos antigos relatam, de forma anacrônica, que o rei Sérvio Túlio (que é muito anterior à data da inauguração do templo) promulgou uma lei que obrigava o depósito de uma moeda no templo pelos pais por ocasião do nascimento de um filho para que se pudesse fazer uma estatística dos nascimentos.
Em 190 a.C., o templo foi atingido por um raio, que danificou o frontão e as portas. Em 41 a.C., o questor Quinto Pédio construiu ou restaurou um muro que provavelmente cercava ou o templo ou o bosque sagrado.
Algumas inscrições testemunham que o templo ainda existia no período imperial.

## Localização
Do templo em si não resta nenhum vestígio. Das fontes literárias, sabe-se que ele ficava na encosta setentrional do Esquilino, no interior do bosque sagrado no qual a deusa já era venerada. Plínio, o Velho, relata que na área do templo havia um antigo bosque de flores de lótus que seria anterior à construção do templo.
Varrão afirma que o templo ficava num dos cumes do Esquilino, o Císpio, perto do sexto santuário dos argeus. Provavelmente ficava ligeiramente a oeste da moderna basílica de Santa Prassede, a nordeste da Torre dei Graziani (ou Torre Canterelli), em cujo entorno foram recuperadas inscrições relativas ao culto da Juno Lucina. Provavelmente a área sagrada se estendia até o limite meridional da colina.